# Sân bay Stockholm-Skavsta
Sân bay Stockholm-Skavsta (tiếng Thụy Điển: Stockholm-Skavsta flygplats, (IATA: NYO, ICAO: ESKN) là một sân bay quốc tế gần Nyköping, Thụy Điển, khoảng 100 km (62.5 miles) về phía nam của Stockholm. Sân bay này phục vụ các hãng hàng không giá rẻ và hãng hàng không vận tải hàng hoá. Đây là sân bay lớn thứ nhì ở Stockholm, lớn thứ 3 ở Thuỵ Điển, với 2 triệu lượt khách/năm.
Sân bay này được xây dựng trong thập niên 1940 làm căn cứ quân sự (F 11 Nyköping) và được chuyển thành sân bay dân sự năm 1984. Năm 1997, sân bay này có tuyến bay quốc tế đầu tiên nối với London Stansted của hãng Ryanair. Năm 2003, hãng Ryanair đã thiết lập một trung tâm hoạt động hàng không tại Stockholm-Skavsta vơi 6 tuyến bay mới. Sau đó, hãng Wizzair đã mở các tuyến bay nối với Đông Âu. Trong một giai đoạn ngắn vào năm 2005, Finnair đã có tuyến bay Boston với Helsinki có điểm trung chuyển ở Skavsta, nhưng hãng này đã chuyển điểm dừng này qua Sân bay Stockholm-Arlanda. Tháng 5 năm 2006, Fritidsresor đã bắt đầu các chuyến bay thuê bao từ sân bay này.

## Các hãng hàng không và tuyến bay
- Gotlandsflyg (Visby)
- Ryanair (Alghero, Alicante, Basel/Mulhouse, Berlin-Schönefeld, Birmingham, Bratislava, Bremen, Dublin, Edinburgh, Eindhoven, Girona, Glasgow-Prestwick, Hahn, Karlsruhe/Baden-Baden, Krakow, Liverpool, London-Stansted, Lübeck, Malta, Marseille, Milan-Bergamo, Palma de Mallorca, Paris-Beauvais, Pisa, Prague, Riga, Rimini, Rome-Ciampino, Toulon, Trapani, Treviso, Weeze, Wroclaw, Zadar)
- Thomas Cook Airlines Scandinavia (Las Palmas, Tunisia) [theo mùa]
- TUIfly Nordic (Phuket) [theo mùa]
- Wizz Air (Budapest, Gdansk, Katowice, Warsaw)